# Grand Prix moto de France 1982
Le Grand Prix moto de France 1982 est la troisième manche du Championnat du monde de vitesse moto 1982. La compétition s'est déroulée du 7 au 9 mai 1982 sur le circuit Paul Armagnac à Nogaro. C'est la 48e édition du Grand Prix moto de France et la 26e édition comptant pour le championnat du monde.

## Contexte
À l'instar des pilotes de Formule 1 à Kyalami au mois de janvier, les pilotes de pointe décident de faire grève à l'encontre de la FIM qui n'a pas écoutée les critiques de 1978. De ce fait, seuls les pilotes français et membres d'équipes françaises complétées de quelques pilotes privés prennent part au Grand Prix. Côté français, Christian Estrosi décide lui aussi de boycotter le Grand Prix comme il l'explique au micro d'Yves Géniès sur TF1 qui prend la peine de retransmettre la course malgré l'absence des stars. Dans ces conditions, 4 Français réalisent les pole positions, 3 Français gagnent trois courses et le suisse Michel Frutschi remporte la catégorie 500.
À noter que ce Grand Prix voit aussi la première apparition d'une femme : l'Américaine Gina Bovaird en Grand Prix qui chuta en course.

## Résultats des 500 cm³
| Pos | Pilote              | Moto       | Temps/Écart     | Points |
| --- | ------------------- | ---------- | --------------- | ------ |
| 1   | Michel Frutschi     | Sanvenero  | 57 min 22 s 410 | 15     |
| 2   | Frank Gross         | Suzuki     | +9 s 130        | 12     |
| 3   | Steve Parrish       | Yamaha     | +14 s 640       | 10     |
| 4   | Sergio Pellandini   | Suzuki     | + 17 s 810      | 8      |
| 5   | Stuart Avant        | Suzuki     | + 18 s 120      | 6      |
| 6   | Guido Paci          | Yamaha     | + 27 s 580      | 5      |
| 7   | Philippe Robinet    | Suzuki     | + 33 s 930      | 4      |
| 8   | Chris Guy           | Suzuki     | + 37 s 620      | 3      |
| 9   | Andreas Hofmann     | Suzuki     | + 51 s 600      | 2      |
| 10  | Philippe Coulon     | Suzuki     | + 53 s 730      | 1      |
| 11  | Wolfgang von Muralt | Suzuki     |                 |        |
| 12  | Lorenzo Ghiselli    | Suzuki     |                 |        |
| 13  | Peter Sjostrom      | Suzuki     |                 |        |
| 14  | Borge W. Nielsen    | Suzuki     |                 |        |
| 15  | Gianni Pelletier    | Morbidelli |                 |        |
| 16  | ...                 | ...        |                 |        |

## Résultats des 350 cm³
| Pos | Pilote              | Moto      | Temps | Points |
| --- | ------------------- | --------- | ----- | ------ |
| 1   | Jean-François Baldé | Kawasaki  |       | 15     |
| 2   | Didier de Radiguès  | Kawasaki  |       | 12     |
| 3   | Jeffrey Sayle       | Armstrong |       | 10     |
| 4   | Alan North          | Yamaha    |       | 8      |
| 5   | Martin Wimmer       | Yamaha    |       | 6      |
| 6   | Herbert Hauf        | Kawasaki  |       | 5      |
| 7   | Wolfgang von Muralt | Yamaha    |       | 4      |
| 8   | R. Cornelis         | Yamaha    |       | 3      |
| 9   | Tony Head           | Yamaha    |       | 2      |
| 10  | Marc Schouten       | Yamaha    |       | 1      |
| 11  | ...                 | ...       |       |        |

## Résultats des 250 cm³
| Pos | Pilote                 | Moto          | Temps           | Points |
| --- | ---------------------- | ------------- | --------------- | ------ |
| 1   | Jean-Louis Tournadre   | Yamaha        | 51 min 09 s 350 | 15     |
| 2   | Jean-François Baldé    | Kawasaki      | + 0 s 490       | 12     |
| 3   | Jeffrey Sayle          | Armstrong     | + 0 s 760       | 10     |
| 4   | Roland Freymond        | MBA           | + 17 s 890      | 8      |
| 5   | Jacques Cornu          | Yamaha        | + 26 s 410      | 6      |
| 6   | Jean-Louis Guignabodet | Kawasaki      | + 29 s 050      | 5      |
| 7   | Gabriel Grabia         | Yamaha        | + 32 s 040      | 4      |
| 8   | Tony Head              | Rotax-Waddona | + 33 s 250      | 3      |
| 9   | Martin Wimmer          | Yamaha        | + 43 s 750      | 2      |
| 10  | Massimo Matteoni       | Yamaha-Bimota | + 48 s 710      | 1      |
| 11  | ...                    | ...           | ...             |        |

## Résultats des 125 cm³
| Pos | Pilote             | Moto      | Temps           | Points |
| --- | ------------------ | --------- | --------------- | ------ |
| 1   | Jean-Claude Selini | MBA       | 45 min 47 s 780 | 15     |
| 2   | Johnny Wickstroem  | MBA       | + 30 s 220      | 12     |
| 3   | Hugo Vignetti      | Sanvenero | + 37 s 480      | 10     |
| 4   | Willy Perez        | MBA       | + 40 s 450      | 8      |
| 5   | Matti Kinnunen     | MBA       | + 48 s 480      | 6      |
| 6   | Alfred Waibel      | MBA       | + 59 s 240      | 5      |
| 7   | Gerhard Waibel     | MBA       | + 59 s 600      | 4      |
| 8   | Olivier Liégeois   | Sanvenero | +1 min 03 s 930 | 3      |
| 9   | Alex Bedford       | MBA       | +1 tour         | 2      |
| 10  | Esa Kytölä         | MBA       | +1 tour         | 1      |
| 11  | ...                | ...       |                 |        |